# Estació de Sineu
L'estació de Sineu és una estació de tren de Serveis Ferroviaris de Mallorca. Està situada a l'extrem nord de la vila de Sineu, a prop de la plaça del Fossar i ben comunicada amb la carretera d'Inca. Consta de dues andanes laterals per on passen dues vies d'ample ferroviari mètric, encara que només s'utilitza una banda i una andana en servei normal.

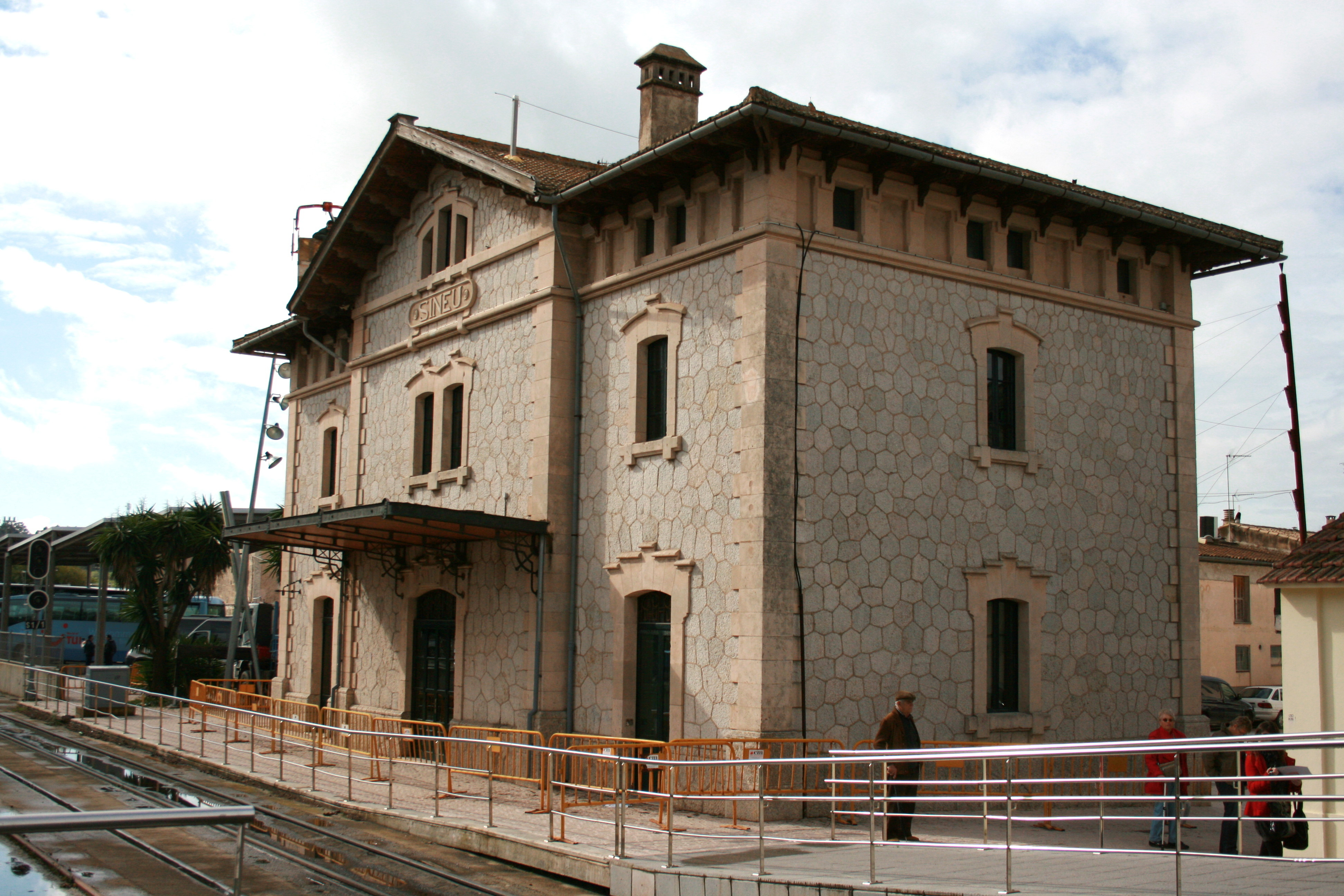
L'antic edifici de viatgers

L'edifici de viatgers es va estrenar 1924. Al començament només tenia una planta però ja el 1926 es va eixamplar segons els planols de Luís García Ruíz. Seria l'estació «més elegant de totes les línies ferroviàries marroquines». El 1977 és va tancar la línea que el 2003 va ser reoberta. Des de 1988 s'hi ha establert el «Centre d'Art S'Estació».
L'any 2010 va haver un important accident ferroviari a uns cinc-cents metres de l'estació.
| Procedència/Destinació             | <      | Línia         | >         | Procedència/Destinació |
| ---------------------------------- | ------ | ------------- | --------- | ---------------------- |
| Serveis Ferroviaris de Mallorca    |        |               |           |                        |
| Estació Intermodal-Plaça d'Espanya | Enllaç | Palma-Manacor | Sant Joan | Manacor                |